# Papmaché
Papmaché er et materiale fremstillet af mere eller mindre sønderdelt papir (eller pap) og klister, der er formet til figurer og andre ting i våd tilstand og derpå tørret.
Ordet papier maché betyder egentlig ”tygget papir” på fransk. Der er dog tvivlsomt, om det faktisk har været fremstillet ved tygning. En anden mulig oprindelse til ordet kan være ”mæsket papir” (mash på ældre engelsk), der betegner noget blandet med vand.

## Historisk
Papmaché synes at være opfundet kort efter opfindelsen af papir i Kina. Papmachéteknikken fulgte med papiret til Persien i det 8. århundrede. Papmaché kan været kommet til Europa med venetianske købmænd og have bredt sig fra Italien.
Persiske håndværkere fremstillede platter, spejlrammer, penneæsker, legetøj og andre mindre genstande i det 17. og det 18. århundrede. Lignende ting blev også fremstillet i Indien. Fra midten af det 17. århundrede produceredes genstande af papmaché i Frankrig, delvist inspireret af kinesiske og japanske varer. Kort efter bredte produktionen sig til England. Først i midten af det 18. århundrede kommer der dog for alvor gang i produktionen og salget af varerne. Papmachéens blomstringstid i Vesteuropa var 1780-1880. I denne periode fremstillede man også møbler af materialet. En særlig lakering gav varerne et efterspurgt udseende. Snustobaksæsker var især populære; mange af disse fremstilledes i de tyske lande. I 1883 præsenterede en urmager fra Dresden et ur udelukkende fremstillet af papmaché. Også i Rusland produceredes varer af papmaché.
Dekorationerne var gerne japansk inspirerede. Der udvikledes og patenteredes forskellige metoder til at fremstille meget holdbar og glat papmaché, beskyttet med tjære og hærdet med olier. Man fremstillede også plader til brug i bygninger, togvogne og skibe. Dukker blev også i stor stil lavet af papmaché.
Papmachévarerne var oftest sorte som grundfarve og dekoreret med påmalede detaljer. Senere brugte man guld eller guldbronze og evt. indlæg af perlemor.
Efter 1850 mødte papmachévarerne stigende konkurrence fra varer af sølvplet. Den sidste fabrik for genstande af papmaché, McCallum and Hodson i England, lukkede i 1920.

## Teknik
Der er adskillige teknikker til arbejdet med papmaché. I dag, når man arbejder med materialet som hobby, arbejder man typisk med smalle strimler revet af (avis-)papir og klistret oven på hinanden eller med en grød, ”pulp”, af sønderdelt papir, blandet med klister og evt. et fyldstof som f.eks. kridt. Teknikkerne kan kombineres, således at man lægger pulp oven på en figur lavet af strimler. Strimlerne kan igen være anbragt på et skelet af træ, hønsenet eller andet. Pulpen kan slibes glat med sandpapir, evt. dækkes med gesso en blanding af kridt og lim, og males og lakeres. Man kan også fremstille genstande i forme, hvor man presser massen ned eller støber tynd pulp i gipsforme.

## Papmaché i dag
Papmaché er et fast indslag i skoler og børnehaver, men også voksne kunstnere fremstiller skulpturer, masker og andre værker af papmaché. Det er dog ikke nogen udbredt kunst i dag.
Papmaché anvendes til teater- og filmdekorationer.